# Senat (Belize)
Senat (ang. Senate) – izba wyższa parlamentu Belize, złożona z 12 członków powoływanych na pięcioletnią kadencję.

## Skład
Senatorów mianuje gubernator generalny, który jednak zobowiązany jest powołać kandydatów przedstawionych przez następujące osoby i środowiska:
- 6 senatorów - na wniosek premiera Belize
- 3 senatorów - na wniosek lidera opozycji
- 1 senator - na wniosek związków wyznaniowych
- 1 senator - na wniosek organizacji przedsiębiorców
- 1 senator - na wniosek związków zawodowych

Dodatkowo senatorowie mogą wybrać apolitycznego przewodniczącego spoza swojego grona i wówczas staje się on trzynastym członkiem izby. Mogą też jednak wybrać na to stanowisko osobę spośród siebie,
Senatorem może zostać obywatel Belize mający skończone 18 lat i niebędący równocześnie obywatelem innego państwa. Musi także mieszkać na terytorium kraju przez co najmniej rok przed nominacją. W Senacie nie mogą zasiadać osoby zajmujące niektóre stanowiska państwowe, w szczególności członkowie komisji wyborczych, żołnierze i policjanci.